# Syllipsimopodi bideni
Syllipsimopodi bideni (лат.) — ископаемый вид головоногих моллюсков, единственный в составе рода Syllipsimopodi из отряда вампироморфов (Vampyromorpha). Известен по отпечаткам из штата Монтана, США, возрастом около 330—323 млн лет (Серпуховский ярус, каменноугольный период).
S. bideni назван в честь президента США Джо Байдена и для повышения осведомленности о его политике в области изменения климата.

## История и этимология
Родовое название Syllipsimopodi происходит от др.-греч. συλλήψιμος (syllípsimos — цепкий) и др.-греч. πόδι (pódi — нога, стопа). Такое «хватательное» имя выбрано потому, что у этого старейшего из известных головоногих появились присоски, позволяющие щупальцам (рукам или ногам), являющимся модификацией стопы моллюска, лучше захватывать добычу и другие объекты. Хорошо сохранившаяся окаменелость голотипа была найдена в известняковом месторождении (Bear Gulch Limestone) в центральной части штата Монтана, США 1988 году и в том же году передана в дар Королевскому музею Онтарио неким Б. Хоузом, получившим обозначение ROMIP 64897. Однако, понадобилось около 30 лет, чтобы на него обратили внимание. Этот вид жил во время (каменноугольный период (Серпуховский ярус) примерно с 330,3 по 323,4 миллиона лет назад, оттеснив группу головоногих на 81,9 миллиона лет назад.
Головоногий моллюск Syllipsimopodi были впервые описан в 2022 году американскими палеонтологами Кристофером Уэйленом (Американский музей естественной истории, Нью-Йорк) и Нилом Лэндманом (Йельский университет, Нью-Хейвен) и назван в честь президента США Джо Байдена, который был президентом Соединенных Штатов на момент их открытия. Учёные сказали в интервью, что это имя было выбрано потому, что они были «воодушевлены его планами по борьбе с изменением климата и финансированию научных исследований».

## Описание
Особи были 12 см в длину и имели 10 щупалец (рук) с присосками, причем две руки были длиннее других. В настоящее время это самый старый известный вампиропод и самый старый известный головоногий моллюск с двурядными присосками на десяти прочных придатках.
Ведущий автор S. bideni утверждает, что это единственный известный вампиропод, у которого есть 10 функциональных придатков, тогда как у всех других видов восемь рук, что предполагает, что у их предков было десять рук.
Щупальца имеют ширину примерно от 2,1 до 2,4 мм в средней части. Две руки имеют длину от ~ 4,0 до 4,1 см, что составляет 27 % от общей длины тела. Удлиненные руки не имеют явно выраженной кисти и тоньше других рук. Присоски расположены посередине длины, имеют диаметр ~0,62 мм и разделены расстоянием ~0,5 мм. Воронка длиной ~2,4 мм сохранилась с латеральным краем головки.
У экземпляра есть гладиус и десять рук с двойными рядами присосок; это единственный известный вампиропод, сохранивший исконное десятирукое состояние. Syllipsimopodi — самый старый вампиропод, отодвигающий летопись окаменелостей этой группы примерно на 81,9 миллиона лет, что подтверждает оценки молекулярных часов. Используя байесовскую филогению ископаемых неоколеоидных головоногих, показано, что Syllipsimopodi является самым ранним дивергировавшим известным вампироподом. Это бросает вызов распространенной гипотезе о том, что вампироподы произошли от триасового фрагмотеутидного белемноида. Уже в Миссисипи вампироподы, по-видимому, характеризовались утратой фрагмокона с камерами и примордиального рострума — черты, сохранившиеся у белемноидов и многих современных декабрахий. Пара рук могла быть удлинённой, что в сочетании с длинными гладиусами и терминальными плавниками указывает на то, что морфология самых ранних вампироподов внешне напоминала современных кальмаров.